# Mesilla vittiventris
Mesilla vittiventris là một loài nhện trong họ Anyphaenidae.
Loài này thuộc chi Mesilla. Mesilla vittiventris được miêu tả năm 1903 * bởi Eugène Simon.